# Chay (Doubs)
Chay település Franciaországban, Doubs megyében. Lakosainak száma 197 fő (2022. január 1.). Chay Brères, Rennes-sur-Loue és Paroy községekkel határos.

## Népesség
A település népességének változása:
| Lakosok száma | 117  | 126  | 126  | 177  | 201  | 204  | 213  | 207  | 204  | 197  |
|               | 1968 | 1982 | 1990 | 2006 | 2013 | 2015 | 2017 | 2019 | 2020 | 2022 |